# Longitud del node ascendent

En aquest diagrama, la longitud del node ascendent és l'angle (en verd) que va des de la direcció del punt vernal fins al node ascendent.

La longitud del node ascendent (símbol {\displaystyle \Omega \,}) és un dels elements orbitals utilitzats per a especificar l'òrbita d'un cos celeste. Per a un objecte que orbita el Sol, és l'angle que va des del punt vernal fins al node ascendent de l'objecte, amb vèrtex en el Sol, mesurat en el pla de referència (l'eclíptica) i en sentit directe.

## Càlcul
En mecànica celeste i astrodinàmica, la longitud del node ascendent {\displaystyle \Omega \,} per a òrbites el·líptiques es pot calcular de la forma següent:
Imaginem un sistema de referència amb origen en el Sol i definit pels eixos {\displaystyle x\,}, {\displaystyle y\,} i {\displaystyle z\,}. L'eix {\displaystyle z\,} és perpendicular a l'eclíptica i apunta cap amunt, l'eix {\displaystyle x\,} apunta en direcció al punt vernal i l'eix {\displaystyle y\,} és perpendicular als dos anteriors. Prenem ara el vector {\displaystyle \mathbf {n} } amb origen al Sol i que apunta en direcció al node ascendent. Les components del vector en coordenades cartesianes són {\displaystyle \mathbf {n} =(n_{x},n_{y},n_{z})}. Com que es troba sobre l'eclíptica, la seva component {\displaystyle z\,} és nul·la ({\displaystyle n_{z}=0\,}). Llavors, la longitud del node ascendent és:
{\displaystyle \Omega =\arccos {{n_{x}} \over {\mathbf {\left|n\right|} }}} (si {\displaystyle n_{y}>0\,})
o bé,
{\displaystyle \Omega =2\pi -\arccos {{n_{x}} \over {\mathbf {\left|n\right|} }}} (si {\displaystyle n_{y}<0\,})
Per a òrbites equatorials (és a dir, òrbites amb inclinació igual a zero), {\displaystyle \Omega \,} queda indefinit. En aquest cas, se li dona valor zero per conveniència, és a dir, el "node ascendent" se situa en el punt vernal (la direcció de referència), que és equivalent a dir que {\displaystyle \mathbf {n} /\mathbf {\left|n\right|} =(1,0,0)}.